# 올림픽 몰도바 선수단
올림픽 몰도바 선수단은 몰도바를 대표하여 올림픽에 참가하는 선수단이다. 몰도바 공화국은 1994년 독립 국가로 올림픽에 처음 참가한 이후 모든 올림픽에 선수단을 파견해 왔다.
이전에는 몰도바 선수들이 1952년부터 1988년까지 올림픽에 소련의 일원으로 출전했고, 소련이 해체된 후인 1992년에는 몰도바가 통일팀에 속해 있었다.
몰도바는 동계 올림픽에서 메달을 획득하지 못했다.
몰도바 공화국 국가 올림픽 위원회는 1991년에 창설되었으며 1993년에 국제 올림픽 위원회의 승인을 받았다.

## 종목별 메달 집계
| 경기   | 금 | 은 | 동 | 합계 |
| ------ | -- | -- | -- | ---- |
| 카누   | 0  | 1  | 0  | 1    |
| 사격   | 0  | 1  | 0  | 1    |
| 복싱   | 0  | 0  | 2  | 2    |
| 레슬링 | 0  | 0  | 1  | 1    |
| 합계   | 0  | 2  | 3  | 5    |

## 메달리스트 목록
| 메달   | 선수명                              | 대회            | 종목   | 세부종목                   |
| ------ | ----------------------------------- | --------------- | ------ | -------------------------- |
| 은메달 | 니콜라에 유라프시 빅토르 레네이스키 | 1996년 애틀랜타 | 카누   | 남자 C-2 500m              |
| 동메달 | 세르게이 무레이코                   | 1996년 애틀랜타 | 레슬링 | 남자 그레코로만형 최중량급 |
| 은메달 | 올레그 몰도반                       | 2000년 시드니   | 사격   | 남자 10m 러닝타겟          |
| 동메달 | 비탈리에 그루샤츠                   | 2000년 시드니   | 복싱   | 남자 웰터급                |
| 동메달 | 바아체슬라프 고얀                   | 2008년 베이징   | 복싱   | 남자 밴텀급                |

## 같이 보기
- 분류:몰도바의 올림픽 참가 선수

## 참고 자료
- (영어) “Moldova”. SR/Olympic Sports. 2008년 7월 31일에 원본 문서에서 보존된 문서. 2011년 10월 30일에 확인함.